# Eric McCosh
Frederic Samuel „Eric” McCosh (ur. 6 stycznia 1938) – hongkoński hokeista na trawie, uczestnik Letnich Igrzysk Olimpijskich 1964.
Na igrzyskach w Tokio McCosh grał na prawym środku boiska. Reprezentował wówczas Hongkong w sześciu z siedmiu spotkań (nie grał tylko w meczu z Indiami). Sześć meczów hongkońscy hokeiści przegrali, tylko jeden zremisowali (1–1 z Niemcami, m.in. w tym meczu grał McCosh). Hongkończycy zajęli ostatnie miejsce w swojej grupie i jako jedyna drużyna na turnieju nie odnieśli zwycięstwa. W klasyfikacji końcowej jego drużyna zajęła ostatnie 15. miejsce.